# Simon Lorenzi
Simon Lorenzi (* 1997 Belgie) je belgický reprezentant ve sportovním lezení, juniorský mistr světa a akademický mistr Evropy v lezení na obtížnost a akademický vicemistr v boulderingu.

## Výkony a ocenění
- 2016: za vítězství na MSJ se nominoval na světové hry 2017 v polské Vratislavi v lezení na obtížnost, ale těch se neúčastnil

### Závodní výsledky
| Mistrovství světa | Mistrovství světa |
| Rok               | 2016              |
| ----------------- | ----------------- |
| Bouldering        | 77-79             |

| Světový pohár | Světový pohár   | Světový pohár          | Světový pohár      |
| Rok           | 2015            | 2016                   | 2017               |
| ------------- | --------------- | ---------------------- | ------------------ |
| Obtížnost     | 0               | 0                      |                    |
| jednotlivě*   | -,-,32, -,-,-,- | 38-39,-,-,-, -,-,33-34 | ,40,50,34,         |
|               |                 |                        |                    |
| Bouldering    | —               | —                      | 64-69              |
| jednotlivě*   | —               | —                      | -,-,-,-,-, -,27-28 |

* poznámka: nalevo jsou poslední závody v roce
| Mistrovství světa juniorů | Mistrovství světa juniorů | Mistrovství světa juniorů |
| Rok                       | 2015 junioři              | 2016 junioři              |
| ------------------------- | ------------------------- | ------------------------- |
| Obtížnost                 | 4                         | 1                         |
| Rychlost                  | —                         | 39                        |
| Bouldering                | —                         | 29                        |

| Mistrovství Evropy | Mistrovství Evropy |
| Rok                | 2017               |
| ------------------ | ------------------ |
| Obtížnost          | 42                 |

| Akademické mistrovství Evropy | Akademické mistrovství Evropy |
| Rok                           | 2017                          |
| ----------------------------- | ----------------------------- |
| Obtížnost                     | 1                             |
| Rychlost                      | 10                            |
| Bouldering                    | 2                             |

| Mistrovství Evropy juniorů | Mistrovství Evropy juniorů | Mistrovství Evropy juniorů | Mistrovství Evropy juniorů | Mistrovství Evropy juniorů |
| Rok                        | 2013 kat. A                | 2014 kat. A                | 2015 junioři               | 2016 junioři               |
| -------------------------- | -------------------------- | -------------------------- | -------------------------- | -------------------------- |
| Obtížnost                  | 37-38                      | —                          | 7                          | 9-10                       |
| Rychlost                   | —                          | —                          | —                          | 24                         |
| Bouldering                 | —                          | 5                          | —                          | 14                         |

| Evropský pohár juniorů | Evropský pohár juniorů | Evropský pohár juniorů | Evropský pohár juniorů | Evropský pohár juniorů | Evropský pohár juniorů | Evropský pohár juniorů |
| Rok                    | 2011 kat. B            | 2012 kat. B            | 2013 kat. A            | 2014 kat. A            | 2015 junioři           | 2016 junioři           |
| ---------------------- | ---------------------- | ---------------------- | ---------------------- | ---------------------- | ---------------------- | ---------------------- |
| Obtížnost              | 24-25                  | 84-49                  | 20                     | —                      | 7                      | 7                      |
| jednotlivě*            | 23,29,36,13,45         | -,27,35,-,-,18         | -,13                   | —                      | 13,7,6,11              | 9-10,9                 |
|                        |                        |                        |                        |                        |                        |                        |
| Rychlost               | —                      | —                      | —                      | —                      | —                      | 27                     |
| jednotlivě*            | —                      | —                      | —                      | —                      | —                      | -,24,-                 |
|                        |                        |                        |                        |                        |                        |                        |
| Bouldering             | —                      | —                      | —                      | 8                      | —                      | 10                     |
| jednotlivě*            | —                      | —                      | —                      | 5,10,18                | —                      | 14,-,,-,-              |

* poznámka: nalevo jsou poslední závody v roce